# FK Omladinac Zablaće
Fudbalski klub Omladinac Zablaće je fudbalski klub iz Zablaća kod Čačka. Trenutno se takmiči u Srpskoj ligi - Zapad, trećem takmičarskom nivou srpskog fudbala.

## Počeci
Osnovan je 3. aprila 1965. godine od strane omladinske organizacije Zablaće, Vape i Baluge. Za prvog predsednika kluba imenovan je Dragičević Mitar iz Vape, ugledni poljoprivredni proizvođač, a za sekretara kluba Jevtović Raša. Prvi trener fudbalskog kluba bio je  Gavrilović Miloljub zvani Mile- Giga.

## Rezultati
Klub je počeo da se takmiči u međuopštinskoj ligi i već prve godine osvajio je prvo mesto i plasirao se u viši rang u Zapadno Moravsku zonu gde se takmičio sa ekipama Zlatiborskog okruga sve do 1986. godine, ali te godine zbog pripajanja Raškom okrugu regije ispada kao devetoplasirani klub u tadašnjoj zoni. Klub se ponovo takmiči u Moravičkom okrugu i bilo je potrebno čitavih deset godina da se  plasira u Zapadno Moravsku zonu. U zoni se relativno kratko zadržava jer u sezoni 1999-2000 ulazi u Srpsku ligu Morava. U Srpskoj ligi igra zapaženu ulogu sve do 2004. godine kada opet zbog reorganizacije i spajanja Srpskih liga Morava i Dunav u zapadnu grupu Srpske lige  ispada kao sedmoplasirana ekipa u Zonsku ligu Morava. Dolazi teško vreme što se tiče finansiranja kluba i klub se 2007. godine ponovo vraća u okružnu ligu Moravičkog okruga. U ovoj ligi se nalazi u samom vrhu i već nekoliko sezona zbog finansija u zadnjim kolima izmiče prvo mesto i tako ulazak u zonsku ligu takmičenja.

## Poznati bivši igrači i članovi
- Vladimir Radovanović, istaknuti fudbaler Borca, Timoka, Prištine, kruševačkog Napretka, Sloge iz Kraljeva, olimpijski reprezentativac SFRJ, da bi karijeru završio gde je i počeo u FK Omladinac.
- Božidar Stefanović - Puzo, istaknuti fudbaler Borca iz Čačka.

Važnu ulogu je imao i pevač Srećko Jovović po kome se zove sportski centar u Zablaću.

## Spoljašnje veze
- Rezultati kluba na srbijasport.net